# Tianlian I
Tianlian I (chinês simplificado: 天链一号, chinês tradicional: 天鏈一號), também conhecido como Tian Lian 1, TL-1 e CTDRS-1 é uma série de satélites de comunicações chineses de rastreamento e transmissão de dados. Com base na plataforma de satélite DFH-3 Bus, para fornecer cobertura de comunicação para missões tripuladas Shenzhou, a partir da Shenzhou 7 em diante. Em termos de função, é semelhante ao Tracking and Data Relay Satellite dos Estados Unidos.
O primeiro satélite da série o Tianlian I-01 foi lançado no voo inaugural do foguete Longa Marcha 3C, às 15:35:11 UTC de 25 de abril de 2008, a partir da LC-2, no Centro Espacial de Xichang. O Tianlian I-01 é capaz de cobrir cerca de metade da trajetória da nave espacial, em comparação com cerca de 12 por cento que foi previamente coberto com estações de monitoramento e uma frota de navios. O Tianlian I-02 foi lançado em julho de 2011 e o Tianlian I-03 foi lançado em 25 de julho de 2012. Os satélites estão em órbita geoestacionária.

## Frota de satélites
| Satélite      | Fabricante | Data do lançamento  | Veículo de lançamento | Estado |
| ------------- | ---------- | ------------------- | --------------------- | ------ |
| Tianlian I-01 | CAST       | 25 de abril de 2008 | Longa Marcha 3C       | Ativo  |
| Tianlian I-02 | CAST       | 11 de julho de 2011 | Longa Marcha 3C       | Ativo  |
| Tianlian I-03 | CAST       | 25 de julho de 2012 | Longa Marcha 3C       | Ativo  |